# ماثيو فالبوينا
ماتيو فالبوينا (بالفرنسية: Mathieu Valbuena)‏ من مواليد 28 سبتمبر 1984 ب Bruges - فرنسا، فالبوينا هو لاعب محترف في صفوف دينامو موسكو وهو يشغل مركز الوسط الهجومي، ويمتاز ب سرعة كبيرة وإمكانيات تقنية هائلة، ويعتبر من الركائز الأساسية في تشكيلة الفريق.
في سن التاسعة عشرة، التحق فالبوينا بمركز التكوين الخاص ب جيروندان بوردو، واستمر في المركز ل مدة سنة، قبل أن يتم رفضه ب السبب قامته القصيرة والتي لا تتجاوز المتر وأربعة وستين سنتمترا !
فالبوينا ورغم ذلك لم ييأس، والتحق ب فريق مغمور يدعى Libourne-St Seurin الذي يمارس ب دوري الهواة موسم 2005 / 2004 حيث بدأ يتطور تدريجياً، حيث لعب في موسمه الأول أربعة وعشرين مباراة سجل خلالها هدفا وحيدا فقط، وفي الموسم الثاني له مع الفريق، لعب عددا أكبر، حيت لعب تسعة وعشرين مباراة سجل فيها تسعة أهداف، كان احسن لاعب في صفوف الفريق !
التألق الباهر ل فالبوينا، جلب له أنظار أكبر الفرق الفرنسية، وبالأخص فريق الجنوب أولمبيك مرسيليا، الذي نجح في الحصول على خدماته، وفي التاسع من حزيران \ يونيو 2006 وقع ماتيو أول عقد احترافي له ل مدة ثلات سنوات.. بداية فالبوينا كانت جيدة نوعا ما، حيث لعب خمسة عشر مباراة كان في معظمها يدخل ك بديل، لكن الرياح تأتي بما لا تشتهيه السفن، حيث تعرض الاعب للإصابة على مستوى الكاحل في صيف 2006.
وفي التاسع عشر من مايو 2007، وبعد تمريرة من مايكل باجيس المهاجم السابق للفريق والحالي ل ستاد رين، نجح فالبوينا في التسجيل في مرمى سانت إتيان، وكان هذا الهدف مهم جدا لأنه سمح ل مرسيليا ب التأهل ل دوري الأبطال بعد عناء طويل.
بعد ذلك ارتفعت اسهم الاعب في النادي وأصبح من العناصر التي لها مكانتها في قلوب جماهير الفرق الكبيرة، وفي الثالت من أكتوبر 2007، وبرسم الجولة الثانية من دوري الأبطال، ساهم فالبوينا في تحقيق مرسيليا لفوز تاريخي على ليفربول وفي معقله الأنفيلد، بهدف أنطولوجي للاعب، مما جلعت الصحافة الفرنسية والأوربية تشيد به.
ونتيجة ل هذا التألق وأصبح الاعب من العناصر الأساسية في الفريق وهدا ما يفسر تمديد الاعب لعقده مع مرسيليا ل ثلات سنوات إضافية.
وفي السادس والعشرين من يناير الماضي، واجه مرسيليا كان في المبارة التي فاز بها مرسيليا ب حصة كاسحة وصلت ل ستة اهداف في مرمى بلانتي حارس كان، فالوبينا كان له دور كبير في هذه النتيجة، ونجح في تسجيل هدف خرافي مماثل نوعا ما لهدفه في مرمى ليفربول !
إيريك جيرتس المدرب البلجيكي ل مرسيليا يعتمد على اللاعب في مركز الجناح الأيسر والأيمن، كما يعطيه الحرية أكثر للتحرك مثل رونالدينهو، فالبوينا لاعب سريع وتقنياته تتحدت عنه، تجعله مصدر خطورة مرسيليا الكبيرة.
في العشرين من آذار / مارس 2008 تم استدعائه من طرف ريموند دومنيك ل تمثيل المنتخب في أحد المباريات الودية، ولسوء حظ اللاعب تعرض للإصابة قبل يوم من المباراة مما جعله يغيب عن هذه المباراة.
فالبوينا وبعد المستويات الكبيرة التي ظهر بها رفقة مرسيليا، كان من اهتمامات نادي زينيت بطرسبورغ الروسي بطل كأس الاتحاد الأوروبي في الموسم الماضي، والذي أعرب عن آمله في الاستفادة من خدمات الاعب وإلا أن رفض مرسيليا في شخص رئيس النادي السنغالي باب ضيوف قطع الطريق على الفريق الروسي.
في 2014 إنتقل إلى نادي دينامو موسكو الروسي.

## روابط خارجية
- ماثيو فالبوينا على موقع الاتحاد الدولي (مؤرشف)  (الإنجليزية)
- ماثيو فالبوينا على موقع الاتحاد الأوربي (الإنجليزية)
- ماثيو فالبوينا على موقع رابطة كرة القدم الفرنسية للمحترفين (الإنجليزية)
- ماثيو فالبوينا على موقع إي إس بي إن إف سي (الإنجليزية)
- ماثيو فالبوينا على موقع قاعدة بيانات كرة القدم.إي يو (الإنجليزية)
- ماثيو فالبوينا على موقع بيانات كرة القدم. دي إي (الألمانية)
- ماثيو فالبوينا على موقع ليكيب (الفرنسية)
- ماثيو فالبوينا على موقع ناشيونال فوتبول تيمز (الإنجليزية)
- ماثيو فالبوينا على موقع Soccerbase.com (لاعب) (الإنجليزية)
- ماثيو فالبوينا على موقع Soccerway.com (الإنجليزية)